# Venuše nosí XXL
Venuše nosí XXL (v originále Fat Pig, 2004) je divadelní hra, kterou napsal Neil LaBute.

## Děj
Mladý úspěšný Tom se zamiluje do knihovnice Heleny, která trpí nadváhou. Jeho spolupracovníci Carter a Jeannie však jejich vztah sabotují. Navíc Tom kvůli Heleně opustil Jeannie, se kterou měl povrchní vztah.
V ČR hru hrálo divadlo Komorní Fidlovačka v roce 2007.